# Nose manual
Nose manual – nazwa dla triku wykonywanego na deskorolce. Tak jak zwykły manual, polega on na jeździe na dwóch kółkach deskorolki, w tym wypadku przednich. 
Do tricku można dodać dodatkowe elementy. Można wykonać go stojąc na desce jedną lub obiema stopami. Dopuszczalna jest również wariacja kiedy deska stoi jednym kołem na ziemi.
Trik ten można wykonywać również na rowerze BMX. Polega on na jeździe na przednim kole roweru. Jest to bardzo trudny i techniczny trik. Aby wykonać nose manuala na BMX-ie należy mocno przechylić się na przód i z głową wychyloną przed kierownicę balansować tułowiem.